# Simón Ruiz Díaz
Simón Ruiz Díaz, más conocido como Simón Ruiz, nacido en Cartagena (Región de Murcia) el 5 de febrero de 1977. Es un entrenador de fútbol español que actualmente entrena al FC Cartagena.

## Trayectoria

### Entrenador
Como entrenador residiendo en Cartagena y estudioso del fútbol, además su relación con el Cartagena, Simón colaboró desde 1998 en el proyecto del Cartagonova FC como adjunto a la secretaría técnica hasta 2003. Luego pasó un periplo por varios clubs de la zona hasta que en la temporada 2007-2008 el FC Cartagena volvió a contar con su ayuda para desempeñar la misma función que hizo en la etapa de Florentino Manzano García, aunque al año siguiente, la temporada del ascenso en Alcoy, fue denominado delegado de campo, cargo que desempeñó hasta el verano de 2010, fecha en la que desde el club decidieron no renovar su contrato y traer a Pedro Arango Segura para ocupar dicho cargo.
Tras salir del FC Cartagena trabajó con las bases además de estar inmerso en el proyecto del Club de Fútbol La Unión en Segunda “B” siendo primero delegado del equipo y luego ‘entrenador’ ya que Claudio Carsi no tenía la titulación requerida para entrenar. 
En 2013 fue segundo entrenador de Tano Moltó en el equipo juvenil de División de Honor del Cartagena FC hasta que Moltó fue suplido por Juanjo Brau.
En 2014 vuelve al FC Cartagena para ejercer las funciones de delegado sustituyendo a Pedro Arango Segura. Al comienzo de la temporada, Javier Marco, presidente del club lo confirma como primer entrenador del FC Cartagena, ante la imposibilidad de que Julio César Ribas como mánager general no pueda ejercer en Segunda B en España, ante cualquier acción investigadora del Comité Técnico de entrenadores.

## Como entrenador
| Club                                                 | País   | Año       |
| ---------------------------------------------------- | ------ | --------- |
| Cartagonova FC(Adjunto a Secretaría Técnica)         | España | 1998-2003 |
| Fútbol Club Cartagena (Adjunto a Secretaría Técnica) | España | 2007-2008 |
| Fútbol Club Cartagena(Delegado de Campo)             | España | 2008-2010 |
| Caravaca Club de Fútbol                              | España | 2010-2013 |
| Fútbol Club Cartagena(Segundo Entrenador*Juveniles*) | España | 2013      |
| Fútbol Club Cartagena                                | España | 2014-...  |